# Jean Vincent
Jean Vincent (ur. 29 listopada 1930, zm. 13 sierpnia 2013) – francuski piłkarz i trener.

## Kariera piłkarska
- Lille OSC (1950–1956) – Ligue 1. Zdobył z tym klubem mistrzostwo w 1954 roku, oraz Puchar Francji w 1953 i 1955 roku.
- Stade de Reims (1956–1964) – Ligue 1. Zdobył z tym klubem mistrzostwo 1958, 1960, 1962, a także Puchar Francji w 1958 roku.

Zaliczył w reprezentacji Francji 46 występów i strzelił 22 gole. Grał na mistrzostwach świata 1954 i 1958, oraz na mistrzostwach Europy 1960.

## Kariera trenerska
- SM Caen
- FC La Chaux-de-Fonds
- SC Bastia
- FC Lorient
- FC Nantes – mistrz Francji w 1977 i w 1980 roku, zdobywca Pucharu Francji w 1979 roku.
- Reprezentacja Kamerunu – udział w mistrzostwach świata 1982.
- Stade Rennais
- Raja Casablanca
- Reprezentacja Tunezji